# Alessandro Petruccelli
Alessandro Petruccelli (Santi Cosma e Damiano, 27 agosto 1936) è uno scrittore italiano.

## Biografia
Cresciuto a Cerri Aprano, frazione del comune di Santi Cosma e Damiano, dopo la laurea in lettere, ha insegnato nelle scuole medie e poi negli istituti superiori di Formia.
Nel 1972 vince il Premio Rapallo Prove per narrativa inedita con il romanzo Un giovane di campagna, romanzo che venne poi pubblicato nel 1976 dagli Editori Riuniti e da allora ha continuato a essere pubblicato presso varie case editrici (l'ultima edizione è di Gremese nel 2010). Tradotto in russo e disponibile anche in braille, Un giovane di campagna «affascinò pubblico e critica per il linguaggio scabro»  e nel corso degli anni ha ricevuto vari premi, come anche è stato pubblicato in edizione scolastica (nel catalogo di Marietti-Petrini nel 1994).
Del 1985 è il romanzo Due compleanni e una città che in quello stesso anno fu in concorso per il Premio Viareggio.
A trent'anni dalla sua esperienza come rilevatore ISTAT, Petruccelli pubblica il romanzo Una cartella piena di fogli, testo che venne sponsorizzato dall'ISTAT nel corso del censimento del 1991. Seguono Il pensionando (1999), La favola dell'uomo senza amici (2006, da cui alcune parti saranno pubblicate separatamente come racconti per bambini) e La lettera e il viaggio (2014). In tutti i suoi romanzi, Alessandro Petruccelli va alla ricerca delle radici, tanto personali quanto collettive, come punto di partenza per il futuro.
In occasione di Expo 2015 ha scritto una Lettera ai contadini della mia terra e di tutte le terre, ripresa da alcuni organi di informazione.

## Opere

### Romanzi
- Un giovane di campagna, Editori Riuniti, Roma 1976 (ora Gremese, 2010 - ISBN 9788884406224)
- Due compleanni e una città, Le stelle, Milano 1985 (ora Graphe.it edizioni, 2016 - ISBN 9788897010975)
- Una cartella piena di fogli, Editori Riuniti, Roma 1990 (poi Interlinea, Novara 2001 e, ora, di nuovo Editori Riuniti, Roma 2017 – ISBN 9788835981022)
- Il pensionando, Edizioni Lavoro, Roma 1999 - ISBN 9788879108737
- La favola dell'uomo senza amici, Robin, Roma 2006 - ISBN 9788873711995
- La lettera e il viaggio, Gremese, Roma 2014 - ISBN 9788884408242
- Il sentiero del riscatto, Editori Riuniti, Roma 2024 - ISBN 9788835982470

### Racconti
- Il Natale di Alfredo, in: Neera-Alessandro Petruccelli, Incontri di Natale, Graphe.it edizioni, Perugia 2022 - ISBN 9788893721813

### Racconti per bambini
- La mucca Sposella, Graphe.it edizioni, Perugia 2012 - ISBN 9788897010388
- L'uomo solo e la formica, Graphe.it edizioni, Perugia 2013 - ISBN 9788897010500
- L'asino Giacchino, Graphe.it edizioni, Perugia 2014 - ISBN 9788897010630
- Il piccolo capraio, Graphe.it edizioni, Perugia 2018 - ISBN 9788893720465
- Il presepe nel bosco, Graphe.it edizioni, Perugia 2019 - ISBN 9788893720892
- Il cercatore di asparagi, Graphe.it edizioni, Perugia 2021 - ISBN 9788893721509

## Premi
- Premio Rapallo Prove per narrativa inedita - 1973
- Premio di cultura della Presidenza del Consiglio dei Ministri - 1976
- Premio Monza ragazzi - 1977
- Premio di cultura della Presidenza del Consiglio dei Ministri - 1990
- Premio "Città di. Avellino" - 1991
- Premio Nazareno - 1994
- Premio di cultura della Presidenza del Consiglio dei Ministri - 1999
- Premio "Santa Margherita Ligure" - 2000
- Premio "Città di Leonforte" - 2002
- Premio "Città di Pomigliano d'Arco" - 2004
- Premio "Latina Immagine" - 2006
- Premio "Città di Pomigliano d'Arco"- 2006
- Premio "Ianzito e Ciletti"-San Giorgio La Molara - 2008
- Premio Emily Dickinson - 2008
- Premio "Il Convivio" - 2008
- Premio "Lucania" - 2010
- Premio LiberArte Mattinata- 2011
- Premio Emily Dickinson - 2011
- Premio alla Carriera "Le parole dell'anima"-Casoria - 2013
- Premio "Terra d'Agavi" Gela - 2013
- Premio "Città del Tricolore" - 2015
- Premio "Dario Prisciandaro" - 2015
- Premio "Città di RECCO" - 2017
- Premio Emily Dickinson - 2019
- Premio Monti Lepini - 2024